# Jean Morienval
Jean Morienval (né Henri Jules Edmond Thévenin à Hirson le 20 janvier 1882 et mort à Fampoux le 27 décembre 1964) est un journaliste français du XXe siècle qui fut, de 1938 à 1950, le secrétaire général du Syndicat des journalistes français, portant l'étiquette CFTC.

## Biographie
Jean Morienval a fondé en 1919, en compagnie d'Antoine Charrier et de Jacques Debout, de son vrai nom chanoine René Roblot, la revue Les Cahiers Catholiques, dont le but est "de faire aimer toujours plus le catholicisme" en intéressant les lecteurs à des thèmes aussi variés que les mouvements d'idées et d'art, la vie des saints, ou l'action sociale.
Il a ensuite travaillé comme secrétaire de rédaction du journal La Vie catholique, l'organe des éditions Bloud et Gay, créé en 1924 par Francisque Gay, puis au journal L'Aube où il est critique dramatique et critique littéraire à la fois. Il est par ailleurs considéré comme un des biographes du patron de presse Émile de Girardin, à qui il a consacré un ouvrage traitant aussi de la vie d'Hippolyte de Villemessant et de Moïse Polydore Millaud. 